# ICC World Test Championship 2021–2023
Die ICC World Test Championship 2021–2023 war ein Cricket-Wettbewerb, der im Test-Cricket-Format zwischen August 2021 und März 2023 ausgetragen wurde. Teilnahmeberechtigt waren die neun besten Test-Teams, die über den Turnierzeitraum hinweg Test-Serien gegeneinander austragen.

## Teilnehmer
Die folgenden Teams wurden vom Weltverband International Cricket Council (ICC) für den Wettbewerb vorgesehen:
| - Australien - Bangladesch - England | - Indien - Neuseeland - Pakistan | - Sri Lanka - Südafrika - West Indies |

## Format
Jede Mannschaft trägt gegen sechs andere während des Wettbewerbzeitraumes jeweils eine Test-Serie aus, jeweils drei daheim und drei auswärts. Jede Serie besteht aus zwei bis fünf Tests. Für einen Sieg gibt es 12 Punkte, ein Unentschieden 6 und für ein Remis 4 Punkte. Im Falle einer Niederlage erhält man keine Punkte und für mögliche Unterschreitung der vorgesehenen Over-Zahl wird pro Over ein Punkt abgezogen. Für die Tabelle und damit die Bestimmung, wer ins Finale einzieht, ist die Prozente der erreichbaren Punkte ausschlaggebend.

## Tabelle
Die Tabelle gestaltete sich wie folgt: (Stand: 11. Januar 2023)
| Team        | Serien | Serien | Serien | Serien | Spiele | Spiele | Spiele | Spiele | Spiele | PC  | PPerc   | Ded | Punkte |
| Team        | Se.    | S      | N      | U      | Sp.    | S      | N      | R      | U      | PC  | PPerc   | Ded | Punkte |
| ----------- | ------ | ------ | ------ | ------ | ------ | ------ | ------ | ------ | ------ | --- | ------- | --- | ------ |
| Australien  | 6      | 4      | 2      | 1      | 19     | 11     | 3      | 4      | 0      | 228 | 66,67 % | 0   | 152    |
| Indien      | 6      | 4      | 1      | 1      | 18     | 10     | 5      | 3      | 0      | 216 | 58,80 % | 5   | 127    |
| Südafrika   | 6      | 3      | 2      | 1      | 15     | 8      | 6      | 1      | 0      | 180 | 55,56 % | 0   | 100    |
| England     | 6      | 3      | 2      | 1      | 22     | 10     | 8      | 4      | 0      | 264 | 46,97 % | 12  | 124    |
| Sri Lanka   | 6      | 2      | 1      | 3      | 12     | 5      | 6      | 1      | 0      | 144 | 44,44 % | 0   | 64     |
| Neuseeland  | 6      | 1      | 2      | 3      | 13     | 4      | 6      | 3      | 0      | 156 | 38,46 % | 0   | 60     |
| Pakistan    | 6      | 1      | 2      | 3      | 14     | 4      | 6      | 4      | 0      | 168 | 38,09 % | 0   | 64     |
| West Indies | 6      | 2      | 3      | 1      | 13     | 4      | 7      | 2      | 0      | 156 | 34,62 % | 2   | 54     |
| Bangladesch | 6      | 0      | 4      | 2      | 12     | 1      | 10     | 1      | 0      | 144 | 11,11 % | 0   | 16     |

## Serien
| Beginn            | Heimteam    | Auswärtsteam | Resultate   | Punkte      | Artikel     |
| Saison 2021       | Saison 2021 | Saison 2021  | Saison 2021 | Saison 2021 | Saison 2021 |
| ----------------- | ----------- | ------------ | ----------- | ----------- | ----------- |
| 4. August 2021    | England     | Indien       | (2–1) [5]   | (14–26)     | Artikel     |
| 12. August 2021   | Pakistan    | West Indies  | 1–1 [2]     | 12–12       | Artikel     |
| Saison 2021/22    |             |              |             |             |             |
| 21. November 2021 | Sri Lanka   | West Indies  | 2–0 [2]     | 24–0        | Artikel     |
| 25. November 2021 | Indien      | Neuseeland   | 1–0 [2]     | 16–4        | Artikel     |
| 26. November 2021 | Bangladesch | Pakistan     | 0–2 [2]     | 0–24        | Artikel     |
| 8. Dezember 2021  | Australien  | England      | 4–0 [5]     | 52–4        | Artikel     |
| 26. Dezember 2021 | Südafrika   | Indien       | 2–1 [3]     | 24–11       | Artikel     |
| 1. Januar 2022    | Neuseeland  | Bangladesch  | 1–1 [2]     | 12–12       | Artikel     |
| 17. Februar 2022  | Neuseeland  | Südafrika    | 1–1 [2]     | 12–12       | Artikel     |
| 25. Februar 2022  | Indien      | Sri Lanka    | 2–0 [2]     | 24–0        | Artikel     |
| 3. März 2022      | Pakistan    | Australien   | 0–1 [3]     | 8–20        | Artikel     |
| 8. März 2022      | West Indies | England      | 1–0 [3]     | 18–8        | Artikel     |
| 30. März 2022     | Südafrika   | Bangladesch  | 2–0 [2]     | 24–0        | Artikel     |
| Saison 2022       |             |              |             |             |             |
| 15. Mai 2022      | Bangladesch | Sri Lanka    | 0–1 [2]     | 4–16        | Artikel     |
| 2. Juni 2022      | England     | Neuseeland   | 3–0 [3]     | 32–0        | Artikel     |
| 16. Juni 2022     | West Indies | Bangladesch  | 2–0 [2]     | 24–0        | Artikel     |
| 29. Juni 2022     | Sri Lanka   | Australien   | 1–1 [2]     | 12–12       | Artikel     |
| 16. Juli 2022     | Sri Lanka   | Pakistan     | 1–1 [2]     | 12–12       | Artikel     |
| 17. August 2022   | England     | Südafrika    | 2–1 [3]     | 24–12       | Artikel     |
| Saison 2022/23    |             |              |             |             |             |
| 30. November 2022 | Australien  | West Indies  | 2–0 [2]     | 24–0        | Artikel     |
| 1. Dezember 2022  | Pakistan    | England      | 0–3 [3]     | 0–36        | Artikel     |
| 14. Dezember 2022 | Bangladesch | Indien       | 0–2 [2]     | 0–24        | Artikel     |
| 17. Dezember 2022 | Australien  | Südafrika    | 2–0 [3]     | 28–4        | Artikel     |
| 27. Dezember 2022 | Pakistan    | Neuseeland   | 0–0 [2]     | 8–8         | Artikel     |
| 9. Februar 2023   | Indien      | Australien   | 2–1 [4]     | 28–16       | Artikel     |
| 28. Februar 2023  | Südafrika   | West Indies  | 2–0 [2]     | 24–0        | Artikel     |
| 9. März 2023      | Neuseeland  | Sri Lanka    | 2−0 [2]     | 24−0        | Artikel     |

## Finale
Das Finale fand im Juni 2023 in England statt.

### Stadion
Das folgende Stadion wurde für die Austragung des Finales ausgewählt und am 21. September 2022.
| Stadion  | Stadt  | Kapazität | Spiele |
| -------- | ------ | --------- | ------ |
| The Oval | London | 23.500    | Finale |

### Kaderlisten
Australien benannte seinen Kader am 18. April 2023. Indien benannte seinen Kader am 25. April 2023.
| Test | Test |
| Australien | Indien |
| --- | --- |
| - Pat Cummins (K) - Steve Smith (VK) - Scott Boland - Alex Carey (wk) - Cameron Green - Marcus Harris - Josh Hazlewood - Travis Head - Josh Inglis - Usman Khawaja - Marnus Labuschagne - Nathan Lyon - Mitchell Marsh - Todd Murphy - Matt Renshaw - Mitchell Starc - David Warner | - Rohit Sharma (K) - Ravichandran Ashwin - K. S. Bharat (wk) - Shubman Gill - Ravindra Jadeja - Ishan Kishan (wk) - Virat Kohli - Axar Patel - Cheteshwar Pujara - Ajinkya Rahane - KL Rahul - Mohammed Shami - Mohammed Siraj - Shardul Thakur - Jaydev Unadkat - Umesh Yadav |

### Test in London
| 7. – 11. Juni 2023 Scorecard | London (Oval) | Australien 469 (121.3) & 270-8d (84.3) | – | Indien 296 (69.4) & 234 (63.3) |
|                              |               | Australien gewinnt mit 209 Runs        |   |                                |

Indien gewann den Münzwurf und entschied sich als Schlagmannschaft zu beginnen. Für Australien formte Eröffnungs-Batter David Warner zusammen mit dem dritten Schlagmann Marnus Labuschagne eine Partnerschaft. Warner erreichte dabei 43 und Labuschagne 26 Runs. Daraufhin kamen Steve Smith und Travis Head ins Spiel, die den Tag beim Stand von 327/3 beendeten. Am zweiten Tag verlor Head nach einem Century über 163 Runs aus 174 Bällen sein Wicket. Nachdem Alex Carey ins Spiel gekommen war, schied auch Smith nach einem Century über 121 Runs aus 268 Bällen. Carey erreichte dann 48 Runs und das Innings endete nach 469 Runs. Bester indischer Bowler war Mohammed Siraj mit 4 Wickets für 108 Runs. Indien verlor seine ersten vier Wickets früh. So erreichte Rohit Sharma 15 und Shubman Gill 13 Runs, während Cheteshwar Pujara und Virat Kohli jeweils 14 Runs erzielten. Daraufhin etablierten Ajinkya Rahane und Ravindra Jadeja eine Partnerschaft. Jadeja schied nach 48 Runs aus und der Tag endete beim Stand von 151/5. Am dritten Tag etablierte sich Shardul Thakur an der Seite von Rahane. Rahane verlor sein Wicket nach einem Fifty über 89 Runs, und Thakur fand mit Mohammed Shami einen weiteren Partner. Thakur schied dann nach einem Fifty über 51 Runs aus und Shami verlor das letzte Wicket des Innings nach 13 Runs, womit Indien einen Rückstand von 173 Runs hatte. Bester australischer Bowler war Pat Cummins mit 3 Wickets für 83 Runs. Für Australien bildeten Usman Khawaja und Marnus Labuschagne eine Partnerschaft. Khawaja erreichte 13 Runs sowie der hineinkommende Steven Smith 34 Runs und Travis Head 18 Runs. Nachdem Cameron Green aufs Feld gekommen war, endete der Tag beim Stand von 123/4. Am vierten Tag schied Labuschagne nach 41 Runs aus und Green fand mit Alex Carey einen weiteren partner. Nachdem Green sein Wicket nach 25 Runs verloren hatte, folgte ihm Mitchell Starc mit 41 Runs. Carey beendete dann das Innings, nachdem eine Vorgabe von 444 Runs gesetzt wurde, ungeschlagen nach einem Fifty über 66* Runs. Bester indischer Bowler war Ravindra Jadeja mit 3 Wickets für 58 Runs. Für Indien begannen Rohit Sharma und Shubman Gill. Gill erreichte 18 Runs und wurde durch Cheteshwar Pujara ersetzt. Sharma schied dann nach 43 Runs aus und Pujara nach 27 Runs. Daraufhin bildeten Virat Kohli und Ajinkya Rahane eine Partnerschaft und der Tag endete beim Stand von 164/3. Am fünften Tag verlor Kohli sein Wicket nach 49 Runs und ihm folgte an der Seite von Rahane Srikar Bharat. Rahane schied dann nach 46 Runs aus und nachdem Mohammed Shami ins Spiel kam, schied auch Bharat nach 23 Runs aus. Kurz darauf fiel auch das letzte Wicket, als Shami ungeschlagene 13* runs erreicht hatte. Beste australische Bowler waren Nathan Lyon mit 4 Wickets für 41 Runs und Scott Boland mit 3 Wickets für 46 Runs. Als Spieler des Spiels wurde Travis Head ausgezeichnet.